# Ракович Андрій Андрійович
Андрій Андрійович Ракович (26 лютого 1869 — після 1917) — російський цукрозаводчик, громадський діяч і політик, член Державної думи від Чернігівської губернії.

## Біографія
Зі спадкових дворян Чернігівської губернії. Син Андрія Лаврентійовича Раковича (1831—1872) та Юлії Іванівни Полетики (1841—1872). Землевласник Чернігівської, Полтавської та Волинської губерній (де мав відповідно 1100, 400 та 2200 десятин).
У 1890 році закінчив колегію Павла Галагана. Займався сільським господарством та громадською діяльністю. З 1893 року був кандидатом на посаду, а потім був обраний козелецьким повітовим предводителем дворянства (1896—1906). Також обирався гласним Козелецького повітового (1895—?), Переяславського повітового та Чернігівського губернського (1895—?) земств, почесним мировим суддею Козелецького повіту. У 1895—1896 роках був головою Козелецької повітової земської управи. У 1909 та 1911 роках був кандидатом на посаду чернігівського губернського предводителя дворянства. Дослужився до чину статського радника. Був членом партії «Союз 17 жовтня».
У 1898 році став засновником і головою правління Бобровицького Товариства цукрових заводів, у 1910 році — товариства Глобинського цукрового заводу. Був членом правління Всеросійського товариства цукрозаводчиків.
Був виборщиком до III Державної думи від Козелецького повіту від з'їзду землевласників. 7 вересня 1911 р. на додаткових виборах від з'їзду землевласників був обраний замість покійного Григорія Миколайовича Глібова. Входив до фракції «Союзу 17 жовтня». Був членом комісій: з народної освіти, з місцевого самоврядування і з бавовництва.
1912 року був переобраний членом Державної думи від Чернігівської губернії. Входив до фракції «Союзу 17 жовтня», після її розколу — до фракції земців-октябристів. Входив до Прогресивного блоку. Був членом комісій: з направлення законодавчих пропозицій, із місцевого самоврядування, зборів і народної освіти.
Під час Першої світової війни був помічником уповноваженого, а з липня 1915 року — уповноваженим Російського товариства Червоного Хреста у Чернігівській губернії. Доля після 1917 року невідома.

## Сім'я
Був одружений з Євгенією Митрофанівною Болотовою (1868—?). Їхні діти:
- Андрій (1891—1966), вихованець Олександрівського ліцею (1912), урядовець Сенату. Під час Першої світової війни — вільнонайманий Лейб-гвардії 4-го стрілецького полку[1]. В еміграції в Австрії, юрисконсульт Австрійської єпархії РПЗЦ[2].
- Лаврентій (1895—1971), вихованець Олександрівського ліцею (1917), штабс-ротмістр лейб-гвардії Кирасирського Її Величності полку, учасник Білого руху у складі ЗСПР та Російської армії барона Врангеля. В еміграції у Польщі, потім у США. Член полкового об'єднання.